# Roszkowo (powiat rawicki)
Roszkowo – wieś w Polsce położona w województwie wielkopolskim, w powiecie rawickim, w gminie Miejska Górka. Miejscowość posiada OSP (Ochotnicza Straż Pożarna).
Wieś Roskowo położona była w 1581 roku w powiecie kościańskim województwa poznańskiego.
W okresie Wielkiego Księstwa Poznańskiego (1815-1848) miejscowość wzmiankowana jako Roszkowo należała do wsi większych w ówczesnym pruskim powiecie Kröben (krobskim) w rejencji poznańskiej. Roszkowo należało do okręgu sarnowskiego tego powiatu i stanowiło część majątku Miejska Górka, którego właścicielem był wówczas (1846) książę Sułkowski. Według spisu urzędowego z 1837 roku Roszkowo liczyło 107 mieszkańców, którzy zamieszkiwali trzy dymy (domostwa).
W latach 1975–1998 miejscowość należała administracyjnie do województwa leszczyńskiego.